# Alexania (geslacht)
Alexania is een geslacht van slakken uit de familie van de Epitoniidae.

## Soorten
Deze lijst is mogelijk niet compleet.
- A. callizona (Habe, 1961)
- A. floridana (Pilsbry, 1945)
- A. inazawai (Kuroda, 1943)
- A. natalensis (Tomlin, 1926)